# Recover (álbum de Confide)
| Críticas profissionais | Críticas profissionais |
| Avaliações da crítica  | Avaliações da crítica  |
| Fonte                  | Avaliação              |
| ---------------------- | ---------------------- |
| Alternative Press      | [ 1 ]                  |
| Jesusfreakhideout      | [ 2 ]                  |

Recover é o segundo álbum de estúdio da banda america de metalcore Confide, lançado em 18 de maio de 2010 pela Tragic Hero Records. O álbum foi gravado no inverno de 2009 nos estúdios da Fundação de Joey Sturgis. Este foi o último álbum da banda antes da pausa, em novembro de 2010.

## Faixas
| N.º | Título                                                      | Duração |  |
| 1.  | "When Heaven Is Silent"                                     | 2:56    |  |
| 2.  | "Tighten It Up"                                             | 3:29    |  |
| 3.  | "The View from My Eyes"                                     | 3:38    |  |
| 4.  | "Now or Never"                                              | 3:26    |  |
| 5.  | "Delete, Repeat"                                            | 2:44    |  |
| 6.  | "My Choice of Words"                                        | 3:35    |  |
| 7.  | "People Are Crazy"                                          | 2:50    |  |
| 8.  | "Barely Breathing"                                          | 3:44    |  |
| 9.  | "80B"                                                       | 3:15    |  |
| 10. | "Tell Me I'm Not Alone" (Com Brandon Wronski do Eye Alaska) | 3:22    |  |
| 11. | "Write This Down"                                           | 3:16    |  |

| iTunes Faixas Bônus |                   |         |  |
| N.º                 | Título            | Duração |  |
| 12.                 | "Burning Bridges" | 2:49    |  |
| 13.                 | "Real Life"       | 3:08    |  |
| Duração total:      | Duração total:    | 34:15   |  |

## Créditos
Confide
- Ross Michael Kenyon - vocal, letras
- Jeffrey Helberg - guitarra base
- Joshua Paul - guitarra principal
- Trevor Vickers - baixo
- Joel Piper - bateria, percussão, vocal limpo, letras, programação

Produção
- Produzido, Enegnhado, Mixado, Masterizado e programado por Joey Sturgis
- Administração por Eric Rushing e Judi Padilla (The Artery Foundation)
- Arte e layout por Devotion Designs
- Pintura por Ryan Carr
- Fotografia por Celina Kenyon

Músicos convidados
- Brandon Wronski - vocal em "Tell Me I'm Not Alone"
- Tom Denney - co-escrita em "The View from My Eyes", "Now Or Never" e "Barely Breathing"
- William «Billy» Pruden - co-escrita
- Álbum é dedicado a Stewart Teggart, 1966 - 2010.